# Sct. Maria Hospice
Sct. Maria Hospice er et hospice i bydelen Bredballe i Vejle. Det blev indviet i november 1995 og er dermed det ældste danske hospice udenfor hovedstaden. Oprindelig havde hospicet til huse i bygningerne fra det tidligere Sct. Maria Hospital, der lå i Vejles centrum. I 2013 flyttede det til nyere og ombyggede lokaler i Bredballe.

## Historie
Det første hospice i verden som en selvstændig institution blev indviet i Storbritannien i 1967, og derfra bredte hospicetanken sig internationalt. Danmark fik sit første hospice med Sankt Lukas Stiftelsens Hospice i Hellerup i 1992. I Vejle opstod der planer om et hospice i starten af 1990'erne som følge af, at det hidtidige Sct. Maria Hospital i 1994 blev lukket. Det havde siden 1913 været drevet af Mariasøstre, dvs. nonner, der oprindelig var kommet til Vejle fra deres moderkloster i Berlaar i Belgien. Ideen om at bruge den hidtidige bygning til et hospice blev hurtigt populær i byen, og en støtteforening, der var oprettet for at fremme sagen, fik stor lokal tilslutning. Efter først at have været skeptisk skiftede et stort flertal i Vejle Amtsråd over til at støtte ideen økonomisk, og 1. november 1995 kunne hospicet tage imod sine første patienter.
Bygningerne på adressen Blegbanken i Vejle levede i det lange løb dog ikke op til moderne arbejdsmiljøkrav, og i 2013 flyttede hospicet længere væk fra centrum til lokaliteter i Bredballe. De havde tidligere huset Danmarks Radio, men blev ombygget til hospiceformål for 33 mio. kr., der bl.a. blev tilvejebragt ved hjælp fra fonde.

## Organisation
Hospicet er som andre hospicer en selvejende institution. Det administreres i overensstemmelse med driftsaftalen med Region Syddanmark.